# Felice Piccolo
Felice Piccolo (ur. 27 sierpnia 1983 w Pomigliano d'Arco) – włoski piłkarz grający na pozycji obrońcy w Alessandria.